# ژیبو
شهر ژیبو (به رومانیایی: Jibou) در شهرستان سلژ در کشور رومانی واقع شده‌است. جمعیت این شهر ۱۲٬۲۸۳ نفر  است.